# Qasr al-Abd
Qasr al-Abd è un grande palazzo ellenistico risalente al 200 a.C. circa, le cui rovine si trovano nella Giordania occidentale nella valle di Wadi Al Seer, a circa 17 chilometri a ovest di Amman, vicino al villaggio di Iraq al-Amir.

## Storia

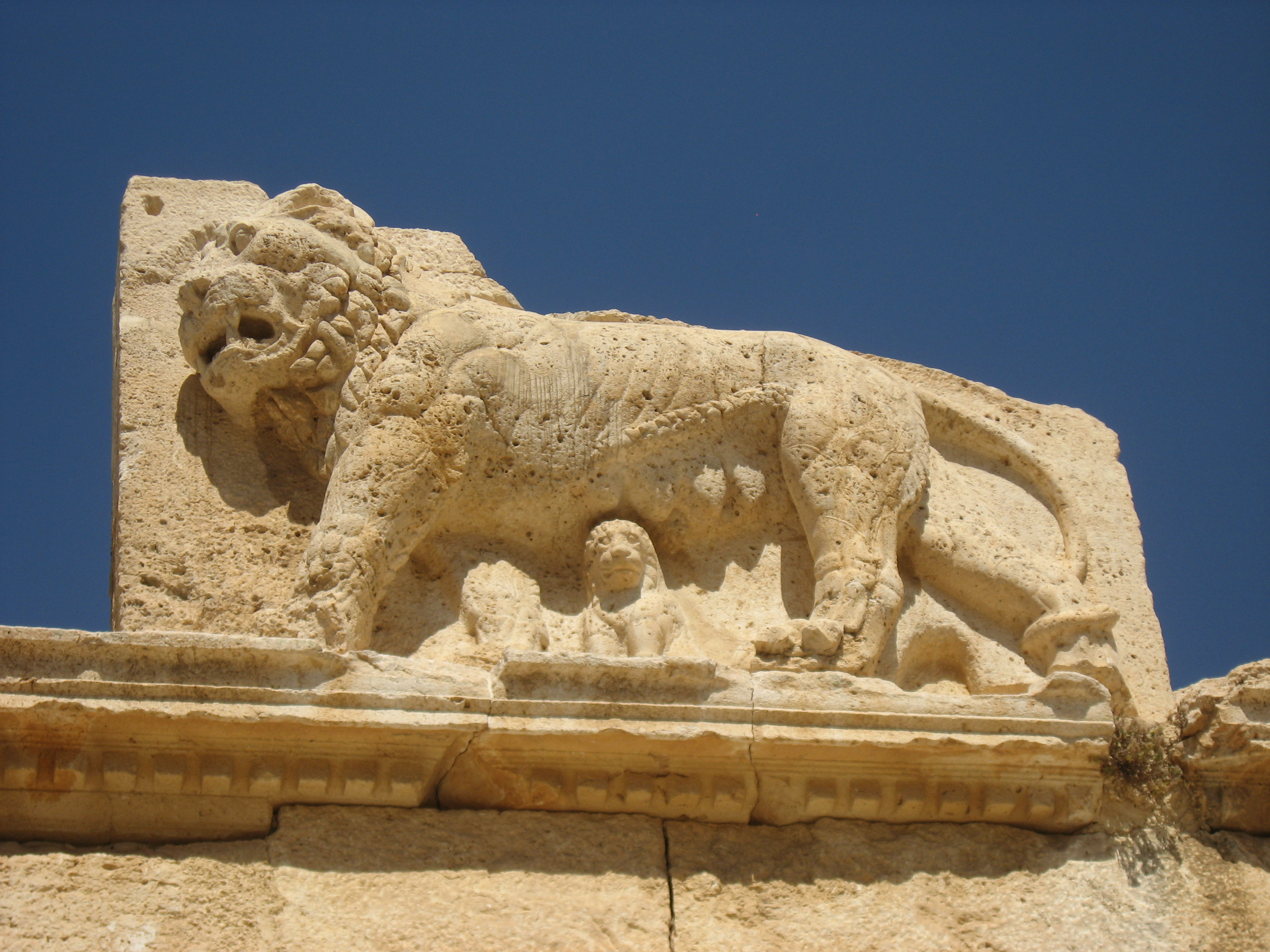
Bassorilievo a forma di Leone

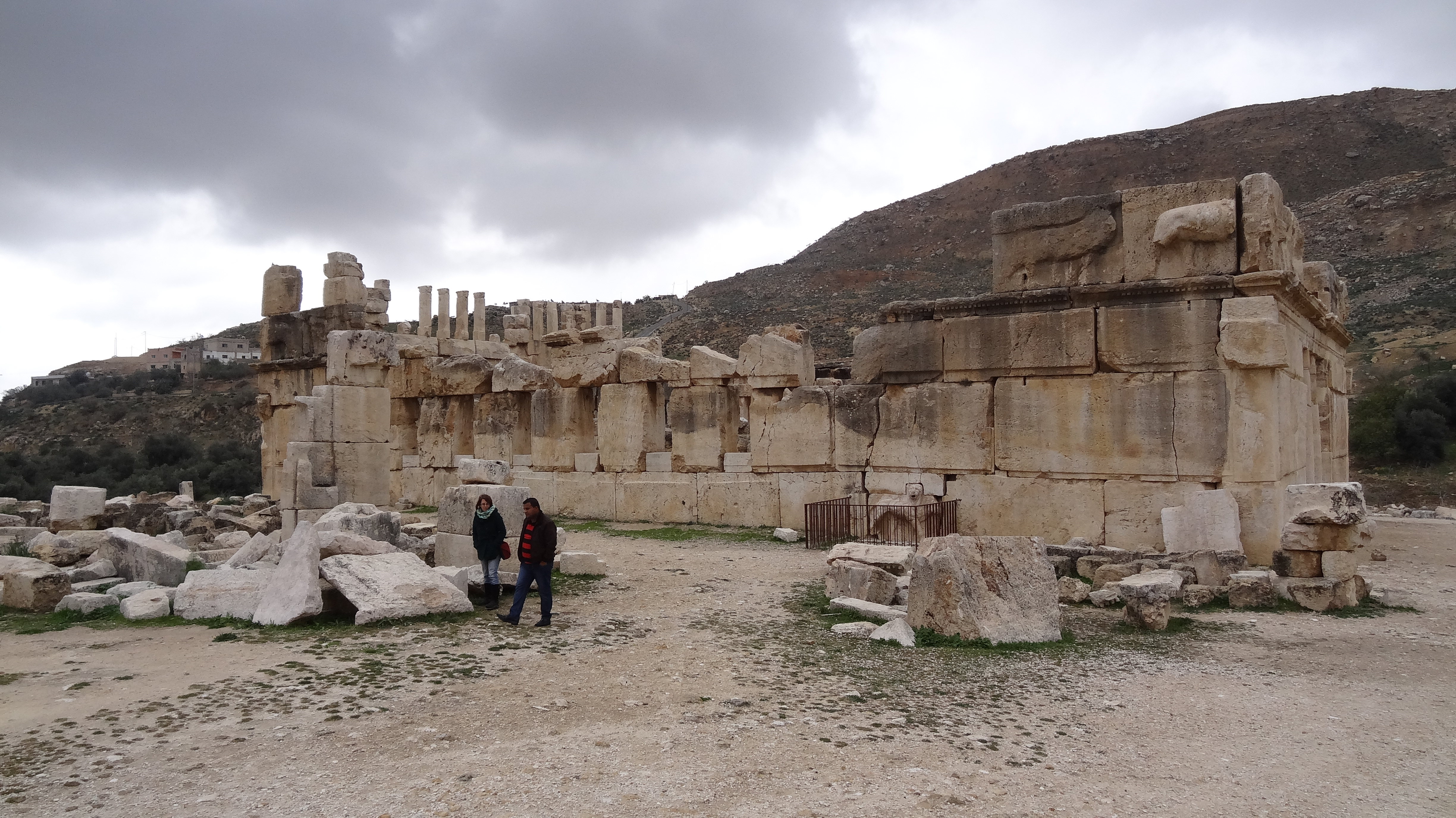
View of Qasr Al-Abd.

Sebbene si sappia poco sulla storia di Qasr al-Abd, si ritiene che sia stato costruito da un noto Tobiade, Ircano, capo della potente famiglia Tobiade e governatore di Ammon. La credenza su questa teoria deriva dal fatto che il nome ebraico "Tuvya" o "Toviyya" (Tobias) è inciso (טוביה ma con una scrittura aramaica) sopra le adiacenti grotte sepolcrali dell'Iraq al-Amir, che condividono il loro nome con il vicino villaggio. In un'altra di queste grotte c'è una scultura di una leonessa che ripara un cucciolo nel palazzo.
Secondo una leggenda locale, Tobias era un cittadino comune che si innamorò della figlia di un nobile. Quando chiese la sua mano in matrimonio, il nobile disse che Tobias avrebbe potuto avere la sua mano solo se avesse costruito il cosiddetto "Castello dello schiavo". Dopo aver completato il castello, il nobile fece uccidere Tobias perché non voleva che sua figlia sposasse un uomo comune.
È noto che la struttura era originariamente circondata da una grande piscina scavata, che portava lo storico ebreo del I secolo Flavio Giuseppe a supporre che si trattasse di un fossato e della costruzione di una fortezza. Tuttavia, l'archeologo israeliano contemporaneo Ehud Netzer ha presentato prove più recenti secondo cui la funzione originaria dell'edificio fosse di servire come mausoleo della famiglia di Tobia, i Tobiadi. In ogni caso, esso non è mai stato completato.
Il nome Qasr al-Abd può essere tradotto come Castello dello schiavo o servo, un titolo che può riferirsi allo stesso Ircano, che, come governatore, era un "servo del re". Il libro biblico di Neemia menziona "Toviyya, il servo, l'ammonita" (2:10). Secondo Giuseppe Flavio, Ircano lasciò Gerusalemme dopo aver perso una lotta per il potere e stabilì la sua residenza ad est del Giordano, apparentemente nelle terre ancestrali della dinastia Tobiade. L'area era allora una zona di confine tra la Giudea e l'Arabia, e Giuseppe Flavio menziona che Ircano era in costante schermaglia con gli arabi, uccidendo e catturando molti. Si tolse la vita nel 175 a.C., in seguito all'ascesa al potere in Siria del re seleucide anti-ebreo Antioco Epifane, temendo la vendetta di quest'ultimo per il suo sostegno ai Tolomei egiziani contro i Seleucidi siriani. L'edificio era incompiuto al momento della sua morte (come indicato da diversi intagli e colonne incompleti in loco), ed è stato sequestrato da Antioco Epifane. Giuseppe menziona le "bestie gigantesche scolpite su di essa" (Antichità degli ebrei, libro XII, 230), e intagliate tigri o leoni sono ancora perfettamente conservate sui resti visibili oggi.
Il palazzo fu gravemente danneggiato da un grande terremoto che colpì la regione nel 362 d.C.

## Architettura

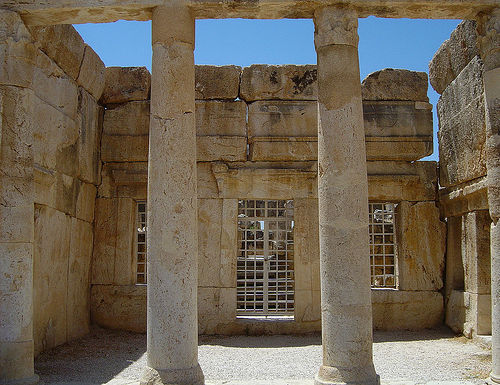
Qasr al-Abd (fronte), Maggio 2005

La struttura in pietra a due piani, pesantemente decorata (misura circa 40 metri per 20 metri e 13 metri di altezza) è un raro esempio di architettura ellenistica in Giordania. Nel I secolo d.C., Giuseppe Flavio lo descrisse come: "Una forte fortezza, costruita interamente in marmo bianco fino al tetto stesso e con animali di dimensioni giganteschi scolpiti su di essa, e la cinse con un fossato ampio e profondo". Il castello è costruito con alcuni dei più grandi blocchi singoli di qualsiasi edificio in Medio Oriente, con il blocco più grande che misura sette per tre metri. Tuttavia, questi blocchi erano al massimo solo 40 centimetri di larghezza (rendendo l'edificio relativamente vulnerabile al terremoto che lo distrusse).
Gli archeologi hanno stabilito che Qasr al-Abd si trovava in una proprietà molto più grande, che in origine era circondata da un muro e comprendeva un parco con alberi e arbusti (un grosso frantoio in pietra è stato trovato sul sito, suggerendo che la proprietà era parzialmente autosufficiente per i prodotti agricoli). Gran parte della tenuta ora si trova sotto il villaggio di Iraq al-Amir.

## Restauro
Le rovine di Qasr al-Abd sono state parzialmente restaurate, grazie agli sforzi di un team francese diretto da Ernest Will e l'architetto François Larché in collaborazione con Fawzi Zayadine del Servizio archeologico giordano. La squadra ha trascorso gli anni 1979-1985 facendo disegni dettagliati delle pietre cadute per avviare la successiva ricostruzione.